# Турция на зимних Олимпийских играх 1936
Турция принимала участие в Зимних Олимпийских играх 1936 года в Гармиш-Партенкирхене (Германия) в первый раз за свою историю, но не завоевала ни одной медали.

## Состав сборной
Страну представляло 6 спортсменов (все — мужчины), выступивших в горнолыжном спорте и лыжных гонках.
Самым младшим участником сборной был 17-летний Решат Эрджеш, самым старшим — 25-летний Назым Аслангил. Знаменосцем был Махмут Шевкет Карман.

## Результаты

### Лыжные гонки
Индивидуальная гонка на 18 км — мужчины
Гонка прошла 12 февраля.
| Дистанция | Спортсмен            | Результат      | Результат |
| Дистанция | Спортсмен            | Время          | Место     |
| --------- | -------------------- | -------------- | --------- |
| 18 км     | Джемаль Тигин        | не финишировал | —         |
| 18 км     | Махмут Шевкет Карман | 2’09:36        | 72        |

Эстафета 4 х 10 км — мужчины
Лыжная эстафета в программе Олимпийских игр появилась впервые. Она прошла 10 февраля.
| Спортсмены                                                    | Результат                              | Результат |
| Спортсмены                                                    | Время                                  | Место     |
| ------------------------------------------------------------- | -------------------------------------- | --------- |
| Решат Эрджеш Садри Эркылыч Джемаль Тигин Махмут Шевкет Карман | 1’14:59 1’04:06 1’10:26 не финишировал | —         |